# Dendrobium macrolobum
Dendrobium macrolobum är en orkidéart som beskrevs av Johannes Jacobus Smith. Dendrobium macrolobum ingår i släktet Dendrobium, och familjen orkidéer. Inga underarter finns listade i Catalogue of Life.